# Elateropsis bahamicus
Elateropsis bahamicus är en skalbaggsart som beskrevs av Maria Helena M. Galileo och Martins 1994. Elateropsis bahamicus ingår i släktet Elateropsis och familjen långhorningar.
Artens utbredningsområde är Bahamas. Inga underarter finns listade i Catalogue of Life.